# Bildstein in der Hørdum Kirke

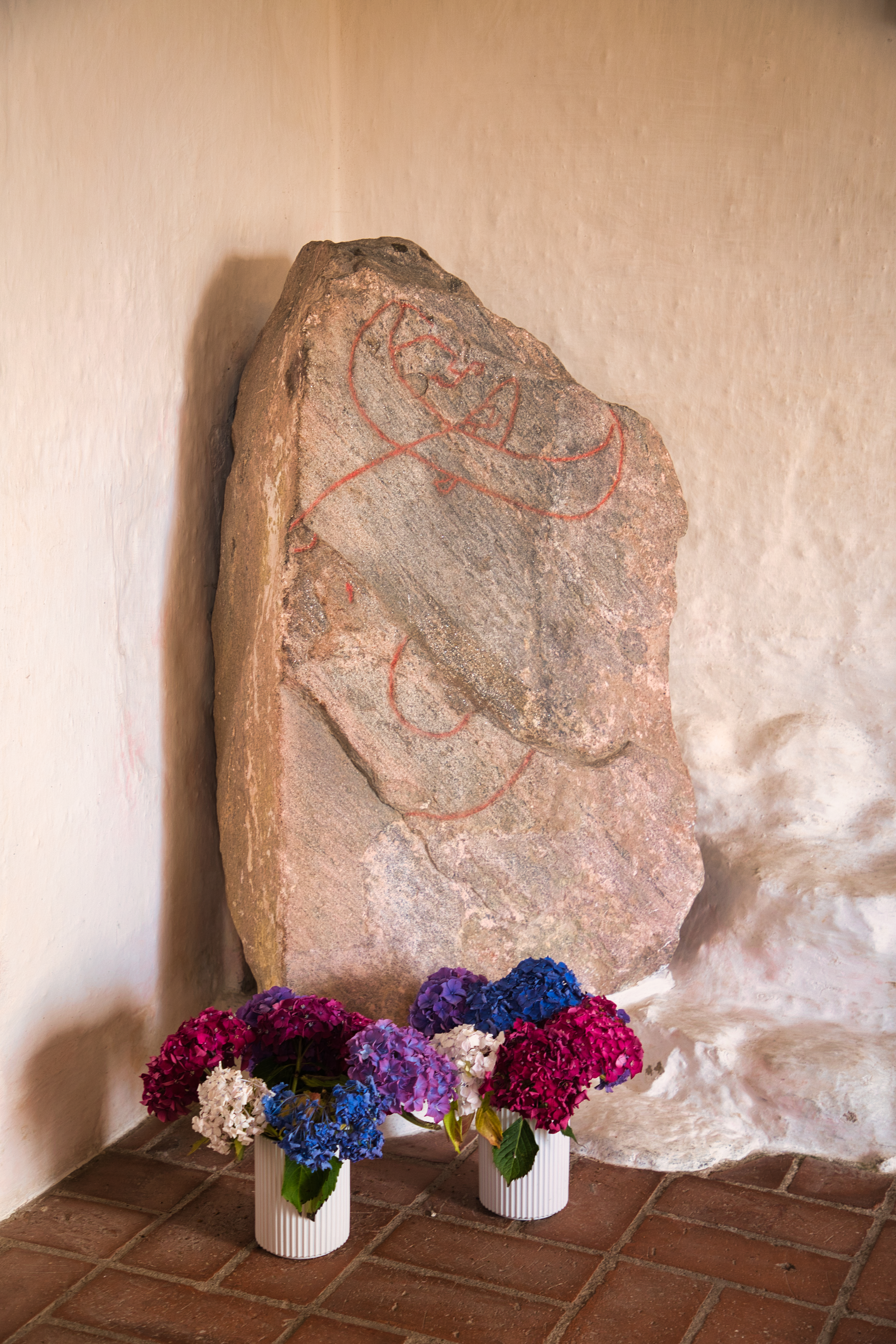
Bildstein in der Hørdum Kirke

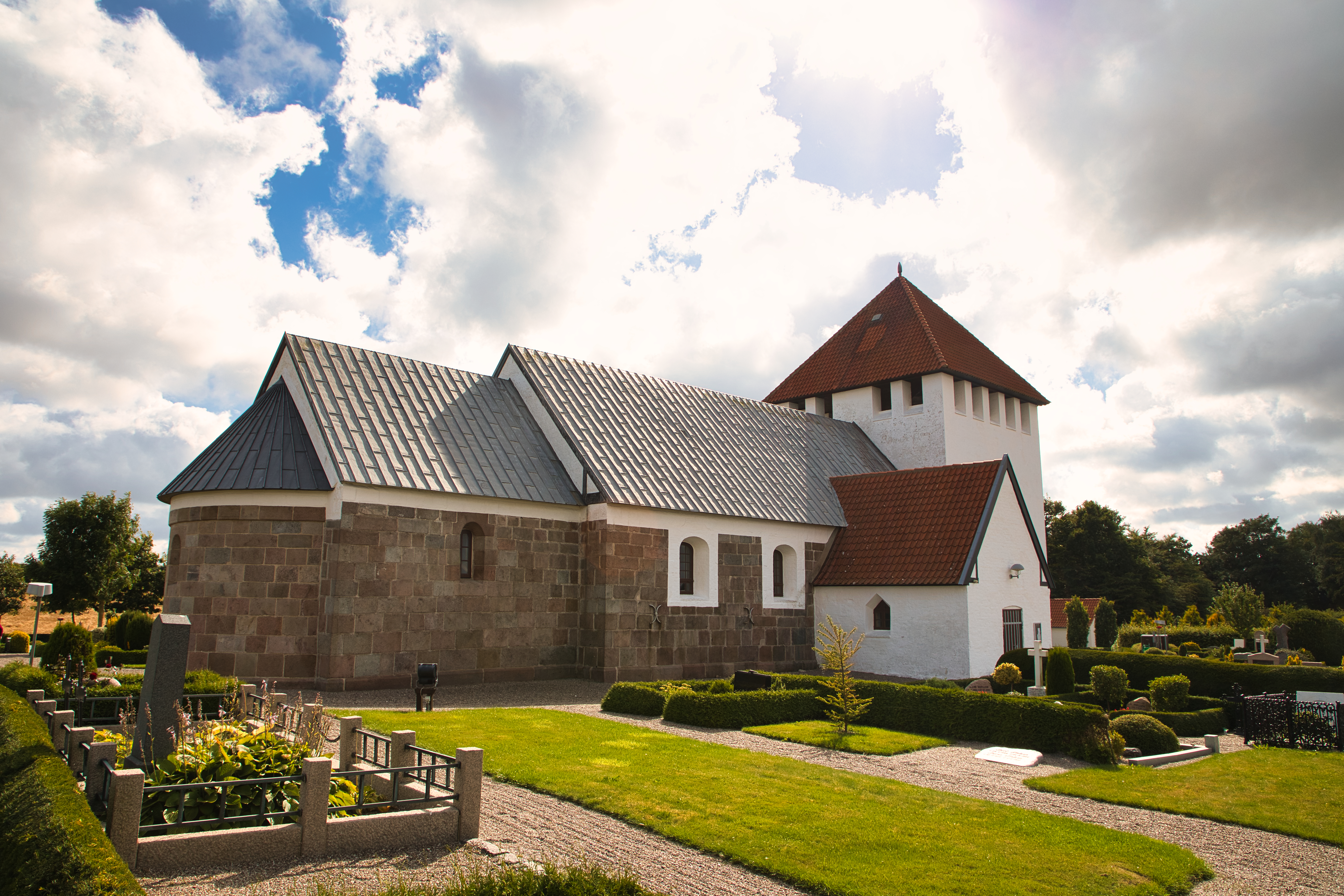
In Vorraum der Kirche von Hørdum ist der Stein aufgestellt

Der Bildstein in der Hørdum Kirke ist ein Bildstein in Hørdum in Thy in Dänemark. Er ist der einzige Bildstein in Dänemark mit einer Darstellung der Hymiskviða aus der nordischen Mythologie. Der Stein wurde 1954 als Treppenstufe in der Kirche von Hørdum gefunden.
Der Stein zeigt nur eine grobe Ritzung. Abgebildet ist Thors Fischzug – mit dem Detail, dass Thor den Boden des Bootes durchgetreten hat.

## Andere Darstellungen des Mythos
Eine Platte aus Gosforth in England lässt das Motiv genauer erkennen, dort ist der Rinderschädel als Köder zu erkennen. Der Runenstein von Altuna (Uppland) zeigt den durchgetretenen Boden im Boot. Der Fischzug ist auch im Stein Ardre VIII (Gotland) abgebildet.
Ob die Felsritzung von Kville (Schweden), die zwei Angler im Boot zeigt, Thors Fischzug darstellt, ist unklar.